# Томаш Франковски
Томаш Франковски (16. август 1974) бивши је пољски фудбалер.

## Каријера
Током каријере играо је за Јагелонију Бјалисток, Стразбур, Вислу Краков, Елче, Вулверхемптон вондерерсе и многе друге клубове.

## Репрезентација
За репрезентацију Пољске дебитовао је 1999. године. За национални тим одиграо је 22 утакмице и постигао 10 голова.

## Статистика
| Пољска | Пољска | Пољска |
| Год.   | Ута.   | Гол.   |
| ------ | ------ | ------ |
| 1999   | 2      | 0      |
| 2000   | 2      | 1      |
| 2001   | 0      | 0      |
| 2002   | 0      | 0      |
| 2003   | 0      | 0      |
| 2004   | 3      | 2      |
| 2005   | 10     | 7      |
| 2006   | 5      | 0      |
| Укупно | 22     | 10     |